# Xiao Xin
Xiao Xin (小辛, f. 1353 a. C.) fue un rey de China de la dinastía Shang.
En las Memorias históricas de Sima Qian ocupa el vigésimo lugar de la lista de reyes Shang, sucediendo a su hermano mayor,  Pan Geng. Fue entronizado el año de Jiawu (甲午), con Yin Xu como su capital. Gobernó durante 3 años, le fue dado el nombre póstumo de Xiao Xin, y fue sucedido por su hermano menor, Xiao Yi.
Inscripciones sobre huesos oraculares desenterrados en Yinxu dan como dato alternativo que fue el rey número décimo noveno de la lista de reyes Shang.